# أحمد المستيري
أحمد المستيري (2 يوليو 1925 - 23 مايو 2021)، محام وسياسي تونسي.

## فترة الشباب
ولد أحمد المستيري بضاحية المرسى في عائلة ثرية من كبار المالكين العقاريين المرتبطين بمدينة تونس، وتعود جذورها إلى مدينة المنستير. وهو ابن الطاهر المستيري. انتمى منذ مطلع شبابه في عام 1942 إلى الشعبة الدستورية بالمرسى صحبة الطيب المهيري. ثم درس الحقوق بالجزائر بين 1944 و1948، ثم بمعهد الدراسات السياسية وكليّة الحقوق بباريس حيث تحصّل على الإجازة. وبداية من عام 1948 انخرط في مهنة المحاماة بتونس العاصمة.

## في الحكم
أصبح أحمد المستيري عضو جامعة تونس للحزب الحر الدستوري الجديد عام 1950، وأصبح يتعاون مع كل من الباهي الأدغم والهادي نويرة في جريدة ميسيون الأسبوعية الناطقة بالفرنسية. وفي جانفي 1952 دخل الديوان السياسي السري للحزب الذي أصبح يقوده فرحات حشاد والصادق المقدم. ودافع كمحام عن المناضلين الوطنيين أمام المحاكم المدنية والعسكرية الفرنسية، وقد تعرض آنذاك إلى محاولة اغتيال من قبل المنظمة الإرهابية المسماة اليد الحمراء. وفي أوت 1954، أصبح مدير ديوان وزير الداخلية المنجي سليم. وفي أول حكومة شكلها الحبيب بورقيبة بعد الاستقلال، في 14 أفريل 1956 سمي المستيري على رأس كتابة الدولة (أي وزارة) العدل، حيث ساهم في تونسة الجهاز القضائي، وفي تحرير القوانين الجديدة ومن ضمنها مجلة الأحوال الشخصية. ثم بعد فترة وجيزة أصبح ممثلا لبلاده في مجلس الأمن للأمم المتحدة إثر النزاع مع فرنسا في إطار قصف ساقية سيدي يوسف في 8 فيفري 1958. وفي 10 ديسمبر 1958، أسندت إليه حقيبة المالية والتجارة، وكان من أولوياته آنذاك إبرام سلسلة من الاتفاقيات مع فرنسا، وإصدار عملة جديدة هي الدينار التونسي. وفي عام 1960، سمي سفيرا لدى الاتحاد السوفييتي ثم لدى الجمهورية العربية المتحدة عام 1961، ثم الجزائر عام 1962. وفي 24 جوان 1966، عاد إلى تونس ليتولى وزارة الدفاع. وبعد أن عبر علنيا عن معارضته لسياسة التعاضد الفلاحي والتجاري لأحمد بن صالح، طُرد من الحزب الاشتراكي الدستوري الحاكم في 29 جانفي 1968. وكان عليه أن ينتظر إزاحة أحمد بن صالح، حتى تقع إعادته إلى الديوان السياسي للحزب في 23 أفريل 1970. وفي 12 جوان سمي وزيرا للداخلية، غير أنه استقال منها في 21 جوان 1971 نظرا لعدم الوفاء بالوعود التي قطعها الرئيس بورقيبة بخصوص الانفتاح السياسي. وخلال مؤتمر الحزب المنعقد في أكتوبر من نفس السنة، وقع انتخابه في اللجنة المركزية خلف للباهي الأدغم. وإزاء التخوف من سيطرة الليبراليين على الحزب، علق بورقيبة نشاط أحمد المستيري، ثم طرده نهائيا في 21 جانفي 1972. وفي 20 جويلية 1973 طُرد من البرلمان الذي كان عضوا فيه منذ الاستقلال.
توفي السيد أحمد المستيري يوم 23 ماي 2021 عن عمر ناهز الـ 95 سنة.

## في المعارضة
في جوان 1978، أسس أحمد المستيري حركة الديمقراطيين الاشتراكيين وتولى أمانتها العامة. وفي عام 1981 شارك حزبه في أول انتخابات تعددية انتهت بالإعلان عن فوز ساحق للحزب الحاكم. وقد كشف أكثر من مسؤول فيما بعد أن تلك الانتخابات وقع تزويرها. وفي أفريل 1986، وقع إيقافه وسجنه ثم أخضع للإقامة الجبرية إثر مشاركته في مظاهرة منددة على العدوان الأمريكي على ليبيا. وانسحب طوعيا من الأمانة العامة لحركة الديمقراطيين الإشتراكيين، ووضع حدا لكل نشاط سياسي.

## الحياة الشخصية
تزوج أحمد المستيري سنة 1956 بسعاد شنيق، ابنت الوزير الأكبر الأسبق محمد شنيق، لديه خمسة أبناء، منهم أربعة أولاد وهم إدريس والطاهر وحاتم والمنصف، وبنت وهي سيمة.

## وفاته
توفي يوم الأحد 23 مايو 2021 ميلاديًّا، الموافق 11 شوال 1442 هجريًّا، عن عمر ناهز 96 عامًا، وحضر جنازته رئيس الجمهورية قيس سعيد ورئيس البرلمان راشد الغنوشي.